# Сенковски, Герман
Герман Роберт Сенковски (нем. Hermann Robert Senkowsky; 31 июля 1897, Шайбс — 5 апреля 1965, Инсбрук) — австрийский государственный деятель, финансист, крупный функционер Третьего рейха, министр финансов Генерал-губернаторства, деятель НСДАП и СС, оберфюрер СС.

## Биография
Австриец. Участник Первой мировой войны. В 1915 году добровольцем вступил в австро-венгерскую армию. Воевал на восточном фронте на Волыни. В конце войны в звании обер-лейтенанта командовал артиллерийской батареей.
В 1919—1922 изучал право в Инсбруке и Вене. Вступил в националистическую Большую немецкую народную партию (Großdeutsche Volkspartei).
В 1922 получил степень доктора наук и стал государственным служащим в министерстве финансов. В 1928 году опубликовал свою известную работу «Zollwachvorschrift», свод таможенных инструкций, которые, в модифицированном виде, до сегодняшнего дня применяются в Австрии.
В январе 1930 стал государственным секретарём Австрии.
Член НСДАП с мая 1932 года, член СС с ноября 1934 года. Освобождён от занимаемой должности в 1934 году из-за членства в НСДАП, которая в то время считалась незаконной в Австрии .
В ноябре 1934 был арестован за участие в июльском путче, но вскоре освобождён в связи с отсутствием состава преступления. В мае 1935 вновь был арестован за членство в запрещённой НСДАП, находился в тюрьме до марта 1936 года. Вскоре после освобождения бежал в нацистскую Германию.
В мае 1936 стал гражданином Германии, поступил на работу в министерство финансов, возглавляемого группенфюрером СС Вильгельмом Кеплером.
После аншлюса стал руководителем таможенного управления Верхней Австрии, главным финансистом и представителем президента в Линце и Вене.
После начала Второй мировой войны и оккупации Польши был переведен в генерал-губернаторство на пост министра финансов и директора монополий.
После окончания Второй мировой войны Сенковски был арестован союзными войсками, но выпущен в 1947 году, потому что Польша не просила его экстрадиции в качестве военного преступника.
После этого жил и работал в Инсбруке, где занимал ответственный пост в управлении тирольской внешнеторговой зоны.

## Награды
- Серебряная Медаль «За храбрость» 2-го класса (Австро-Венгрия)
- Медаль «За военные заслуги» с мечами (Австро-Венгрия)
- Войсковой крест Карла (Австро-Венгрия)
- Гражданский значок СС[нем.] (№ 169.582) (Германия)
- Шеврон старого бойца (Германия)
- Почётный крест Первой мировой войны 1914/1918 (1934)
- Крест Военных заслуг 1-й степени (Германия)
- Крест Военных заслуг 2-й степени (Германия)
- Медаль «В память 1 октября 1938 года» с пряжкой «Пражский замок»
- Орден «За гражданские заслуги» крест великого офицера (Болгария)